# 蒲池義久
蒲池 義久（かまち よしひさ）は、南北朝時代から室町時代にかけての武将。蒲池氏11代・後蒲池2代当主。

## 生涯
筑後国の大身・蒲池氏の門葉を筑後に広めた。次男大隅は今村氏を、三男家久（鎮貞）は犬塚氏を、四男久種（泰房）は酒見氏を、五男親房は城島氏をそれぞれ名乗り筑後に敷衍した。中でも三男家久の犬塚氏は、筑後三潴郡犬塚からかつて前蒲池氏の祖の源満末が神埼荘司としていた肥前国神埼郡蒲田郷に移り、少弐氏の武将として独自の勢力を伸張させた。